# Hans Sengenberger
Hans Nikolaus Sengenberger (ur. 1891, zm. ?) – zbrodniarz nazistowski, członek załogi niemieckiego obozu koncentracyjnego Dachau i SS-Oberscharführer.
Członek Waffen-SS. W czasie II wojny światowej pełnił służbę w obozie głównym Dachau, między innymi jako Blockführer i kierownik komanda więźniarskiego. W procesie członków załogi Dachau (US vs. Wilhelm Kemm i inni), który miał miejsce w dniach 14–22 lipca 1947 przed amerykańskim Trybunałem Wojskowym w Dachau, skazany został na 5 lat pozbawienia wolności za maltretowanie więźniów.